# Iso Palojärvi (sjö i Pertunmaa, Södra Savolax)
Iso Palojärvi är en sjö i kommunen Pertunmaa i landskapet Södra Savolax i Finland. Sjön ligger 105,5 meter över havet. Arean är 66 hektar och strandlinjen är 6,06 kilometer lång. Sjön  ingår i Kymmene älvs huvudavrinningsområde.   Den ligger omkring 55 kilometer sydväst om S:t Michel och omkring 160 kilometer nordöst om Helsingfors. 